# Мінков Ісаак Ілліч
Ісаак Ілліч Мінков (Міньков) (1894 — 8 лютого 1935, місто Москва, тепер Російська Федерація) — радянський діяч, відповідальний секретар Московського та Самарського губернських комітетів РКП(б). Кандидат у члени Центральної контрольної комісії РКП(б) у 1923—1924 роках, член Центральної контрольної комісії ВКП(б) у 1925—1927 роках. Член ВЦВК і ЦВК СРСР 1-го скликання.

## Життєпис
Народився в єврейській родині. Через загрозу арешту емігрував. З 1910 по 1915 рік перебував на еміграції в Канаді.
Член РСДРП(б) з 1911 року. Брав активну участь у революційному робітничому русі, з 1912 по 1913 рік був секретарем російського відділу Канадської соціал-демократичної партії.
У 1915 році переїхав до Філадельфії (США), обирався секретарем російського відділу філадельфійської організації Американської соціал-демократичної партії. У 1916 році виїхав до Нью-Йорка, де входив до складу редакції журналу «Новый мир» (органу російських соціал-демократів).
У липні 1917 року повернувся до Росії, працював агітатором та організатором Московського окружного комітету РСДРП(б).
З 1918 року — член президії виконавчого комітету Московської губернської ради. Входив до групи «лівих комуністів».
У квітні 1919 — 21 травня 1920 року — відповідальний секретар Московського губернського (окружного) комітету РКП(б).
З травня 1920 року — заступник завідувача організаційно-інструкторського відділу Московського губернського комітету РКП(б).
У серпні — листопаді 1920 року — член секретаріату Московського губернського комітету РКП(б).
У листопаді 1920 — 1921 року — завідувач організаційно-інструкторського відділу Московського губернського комітету РКП(б).
28 вересня 1921 року на засіданні пленуму Самарського губернського комітету РКП(б) Ісаака Мінкова затверджено відповідальним секретарем  Самарського губернського комітету РКП(б). Але слабке здоров'я не дозволило йому працювати на повну силу, і вже 15 жовтня 1921 року до ЦК РКП(б) була відправлена телеграма: «Мінков хворий, перебуває у відпустці. В.о. секретаря затверджено Демченка». І лише 15 грудня 1921 року на засіданні Самарського губернського комітету РКП(б) Мінков був знову обраний відповідальним секретарем губкому. Але вже в січні 1922 року він поїхав на лікування і для керівництва роботою губкому на час відсутності секретаря на пленумі губкому 19 січня 1922 року було утворено керівну трійку. До Самари Мінков більше не повернувся.
Потім працював в апараті Центральної контрольної комісії ВКП(б).
З 1928 по 1930 рік перебував на пенсії.
З 1930 року працював у відділі міжнародних зв'язків виконавчого комітету Комуністичного Інтернаціоналу (розвідка Комінтерну), де йому, який добре знав США і Канаду та зберіг там особисті зв'язки в політичному середовищі, було доручено вести американський напрямок.
Помер 8 лютого 1935 року після тривалої хвороби. Похований на Донському цвинтарі Москви.